# 硼氢化铷
硼氢化铷是一种无机化合物，立方晶体，分子式为RbBH4，有强还原性，极易吸湿。

## 制备
硼氢化铷可以由硼氢化钠和甲醇铷（CH3ORb）在甲醇中反应制备，也可以通过硼化铷和氢化铷的反应得到。

## 物理性质
硼氢化铷为白色立方晶体，相对密度为1.920，极易溶于水，微溶于乙醇，不溶于乙醚。

## 化学性质
硼氢化铷加热分解，其水溶液缓慢分解，遇酸剧烈分解。有强还原性(因为含有负价的氢)，可以将一些金属氧化物还原为单质。

## 储存
硼氢化铷在储存的时候应密封避光，和氧化剂、酸类分开存放。

## 应用
由于铷的昂贵，硼氢化铷的应用受到限制，目前仅在研究中使用到它。